# Random Access Memories
Random Access Memories — четвёртый и последний студийный альбом французского электронного дуэта Daft Punk, выпущенный 17 мая 2013 года на лейбле Columbia Records (единственный диск дуэта, выпущенный на этом лейбле). Содержание пластинки представляет собой оммаж американской музыке конца 1970-х — начала 1980-х годов, особенно калифорнийской сцене. Эта тематика отражена во внешнем виде альбома (конверт и буклет), а также в связанной с ним промокампании: стилизованных билбордах, телевизионной рекламе и веб-сериале. Работа над альбомом продолжалась в течение четырёх лет (в период с 2008 по 2012 год). Сессии проходили на американских студиях Henson, Conway, Capitol Studios, Electric Lady Studios, а также на французской Gang Recording Studio.
Звучание пластинки контрастирует с минималистичным продакшеном своего предшественника Human After All (2005). Во время работы Daft Punk задействовали много акустических инструментов, ограничив использование электронной аппаратуры драм-машинами, изготовленным на заказ модульным синтезатором и винтажными вокодерами. В музыкальном плане лонгплей представляет собой образец диско с элементами прогрессивного рока и поп-музыки. Альбом характерен большим количеством приглашённых звёзд. В работе над ним поучаствовали такие артисты, как Найл Роджерс, Джорджио Мородер, Panda Bear, Джулиан Касабланкас, Тодд Эдвардс, DJ Falcon, Чилли Гонсалес, Пол Уильямс, Нейтан Ист, Омар Хаким и Фаррелл Уильямс.
Random Access Memories стал единственным альбомом Daft Punk, возглавившим национальный американский чарт Billboard 200, впоследствии получив в США «платиновый» статус. Помимо этого, он стал лидером хит-парадов ещё двадцати стран. Ведущий сингл пластинки «Get Lucky» также обрёл международную популярность, возглавив чарты более чем тридцати стран и став одним из самых продаваемых цифровых синглов в истории звукозаписи. Альбом получил повсеместное признание критиков, отметившись в списках лучших релизов года, а также выиграв несколько престижных призов, включая «Грэмми» за «Альбом года», «Лучший электронный/танцевальный альбом» и «Лучший инжиниринг альбома, не классического». В свою очередь, композиция «Get Lucky» получила награды «Запись года» и «Лучшее поп-исполнение дуэтом/группой». В 2020 году редакция журнала Rolling Stone поставила лонгплей на 295-е место в своём списке «500 величайших альбомов всех времён».

## Предыстория
В 2008 году, после завершения турне Alive 2006/2007, Daft Punk начали работу над новым материалом в Париже, записывая различные демоверсии в течение следующих шести месяцев. Музыканты были довольны получившимся результатом, однако хотели кардинально изменить подход к сэмплированию и созданию лупов. Том Бангальтер рассказывал: «Мы могли бы сыграть несколько риффов, но этого бы не хватило на четыре минуты». В итоге Daft Punk отложили демоверсии и начали работать над саундтреком к фильму «Трон: Наследие». Музыканты, будучи фанатами оригинального фильма, не были уверены в данном проекте. Бангальтер посчитал работу над саундтреком унизительной, сообщив, что параллельно они занимались и собственной музыкой. Для записи следующей пластинки дуэт решил активно сотрудничать вживую с другими исполнителями. «Мы хотели делать то же, что делали раньше с аппаратурой и семплерами, но уже с людьми» — пояснял Бангальтер. В итоге в новом альбоме Daft Punk вообще не использовали семплы, за исключением заключительного трека «Contact».

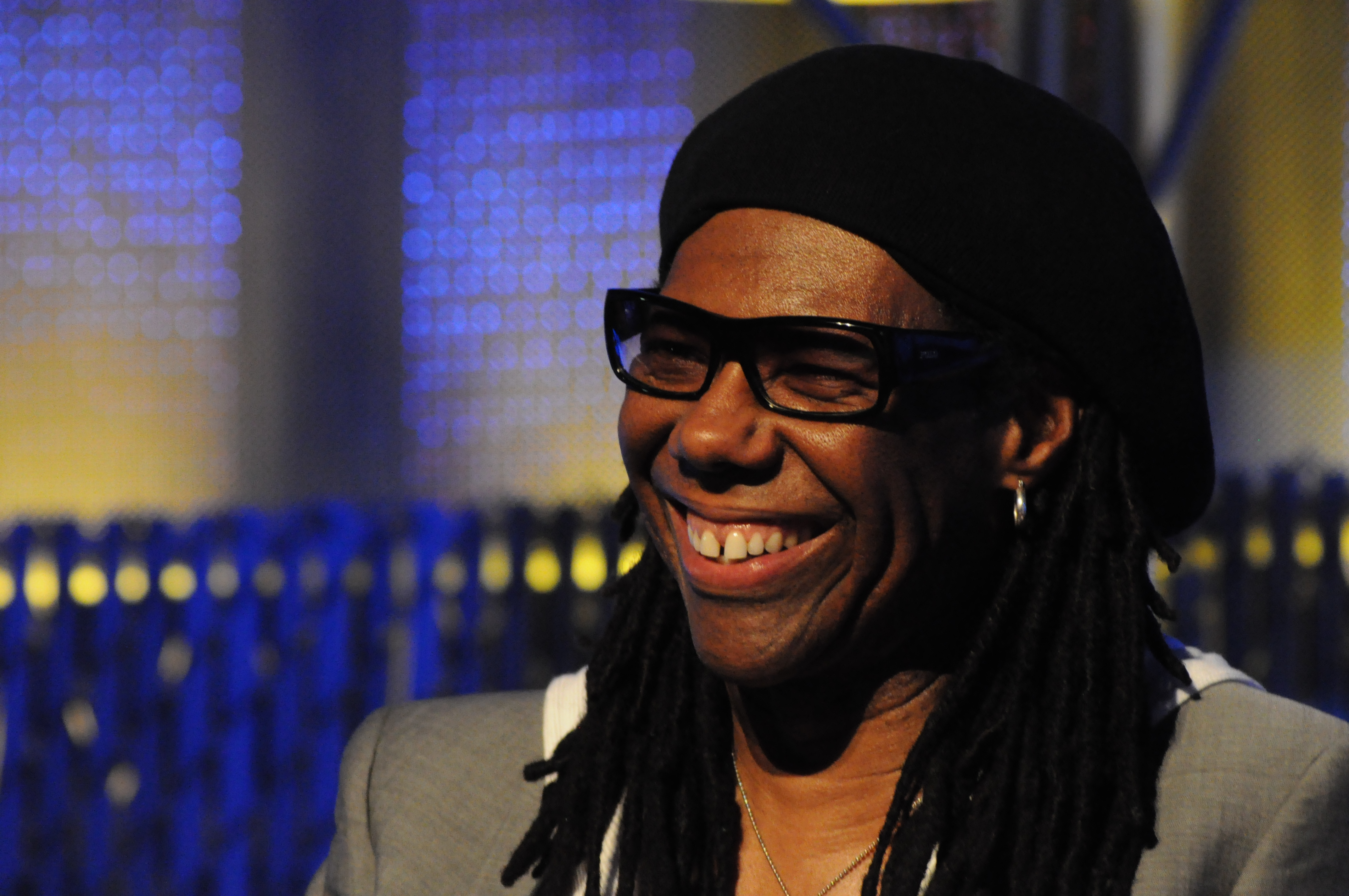
Одним из архитекторов успеха пластинки стал продюсер Найл Роджерс. Именно он был автором «одного из лучших танцевальных ритмов XXI века», исполненного им на гитаре в «Get Lucky»

В работе над пластинкой принял участие фронтмен американской группы Chic Найл Роджерс. По словам Роджерса, исполнители давно обсуждали возможное сотрудничество и «безмерно уважали друг друга». Роджерс вспоминал, что его поразило их желание записать альбом так, «как будто интернета никогда не существовало», и отмечал, что это сотрудничество изменило его жизнь (сделав востребованным в других музыкальных жанрах). Предварительно Daft Punk посетили дом Роджерса для неформального джем-сейшена. В 2010 году появилась информация, что с дуэтом какое-то время работал известный композитор Пол Уильямс. Он отмечал, что их свёл друг с другом общий знакомый, звукорежиссёр.
В мае 2012 года было объявлено о сотрудничестве Daft Punk с Джорджо Мородером (культовой фигурой популярного в 1970-х жанра диско, важного для ретро-концепции пластинки). Итальянский композитор записал для альбома монолог о своём творческом пути. Помимо дуэта, во время записи в студии присутствовал Роджерс. Мородер пояснил, что не принимал участия в создании музыкального сопровождения к композиции и не играл на звучащем в ней синтезаторе: «Они вообще не подпускали меня [к музыке]. Тома [Бангальтер] спросил, не хочу ли я рассказать историю своей жизни. А дальше они сами решат, что с этим делать». Ранее Daft Punk контактировали с Мородером по поводу его возможного участия в создании саундтрека к «Трон: Наследие», однако дальше разговоров дело так и не пошло.
В одной из студийных сессий участвовал Чилли Гонсалес. «Я играл на протяжении нескольких часов», — отмечал пианист, «в дальнейшем они собирались вычленить нужные куски и как-то их использовать». Музыкант подчеркнул, что получил от дуэта рекомендации по поводу стиля исполнения, сравнив это с наставлениями перед съёмками от режиссёра. Гонсалес уехал из лос-анджелесской студии, не имея представления, на что будет похоже итоговое звучание. Ранее он уже пересекался с Daft Punk, записав кавер-версию трека «Too Long» для сборника дуэта Daft Club (2003).
Ещё одним музыкантом, принявшим участие в работе над альбомом, стал Фаррелл Уильямс, чей вокал звучит в двух песнях. До этого Фаррелл (в качестве участника дуэта The Neptunes) отметился ремиксом на песню Daft Punk «Harder, Better, Faster, Stronger», которая тоже фигурировала в Daft Club. Помимо этого, The Neptunes и Daft Punk выступили сопродюсерами песни N.E.R.D «Hypnotize U».

## Запись
Суть была в том, чтобы переключиться на настоящие, живые ударные, а также задаться вопросом, что такого волшебного в сэмплах? [...] Мы пришли к выводу, что альбом — это совокупность множества различных факторов: того, насколько круто спеты песни, [бэкграунда] студии, места, где проходила запись, [химии] исполнителей, их мастерства, музыкальной аппаратуры, [мастерства] звукорежиссёров, инженеров по микшированию, [качества] всего производственного процесса, на который тогда ушло столь много сил и времени.
Запись альбома проходила в тайне. Daft Punk задействовали студии Henson Recording Studios, Conway Recording Studios и Capitol Studios (Калифорния), Electric Lady Studios (Нью-Йорк), а также Gang Recording Studio (Париж). Дуэт привлёк к работе клавишника и аранжировщика Криса Касвелла, с которым записывал саундтрек «Трон: Наследие». Daft Punk хотели избежать сжатого звука драм-машин в пользу «воздушных» ударных в духе 1970-х и 1980-х годов, которые они считали самой привлекательным периодом в музыке. По словам дуэта, их постоянные сессионные музыканты положительно воспринимали как сам факт воссоединения, так и места, где проходила работа.
Барабанщик Омар Хаким вспоминал, что, получив приглашение от Daft Punk, был удивлён поставленной задачей. Изначально он предполагал, что дуэт заинтересован в экспериментах с электронными барабанами, поскольку Хаким имел опыт в программировании такого вида ударных. Однако музыканты попросили Хакима исполнять придуманные ими риффы на традиционной ударной установке. Вместо того чтобы воспроизводить всю структуру песен, Хаким исполнял отдельные паттерны, создавая длинные отрезки, из которых дуэт мог выбирать понравившиеся им части. Daft Punk доносили свои идеи до сессионных музыкантов с помощью партитур, иногда напевая мелодии. Например, Бангальтер напел Хакиму придуманную им замысловатую драм-энд-бейс-партию для композиции «Giorgio by Moroder» который воспроизвел её и доработал.
Большая часть вокальных сессий проходила в Париже, тогда как ритм-секция была записана в США. Альбом содержит множество аккомпанирующих инструментов, включая духовую секцию и струнный оркестр, а также хор. Оркестровые партии были записаны практически для каждого трека, однако использовались лишь для некоторых из них. По словам Бангальтера, задействование такого количества сессионных музыкантов и студий требовало серьёзных денежных затрат: «Было время, когда имеющие финансы люди могли себе позволить экспериментировать. Вот о чём эта пластинка». Он оценил стоимость записи более чем в один миллион долларов, но считал, что сумма не была важна. Сессии финансировались дуэтом из собственных средств, поэтому они даже могли отказаться от проекта, если бы захотели. Он также уточнил, что «в альбоме есть песни, которые прошли через пять студий за два с половиной года».

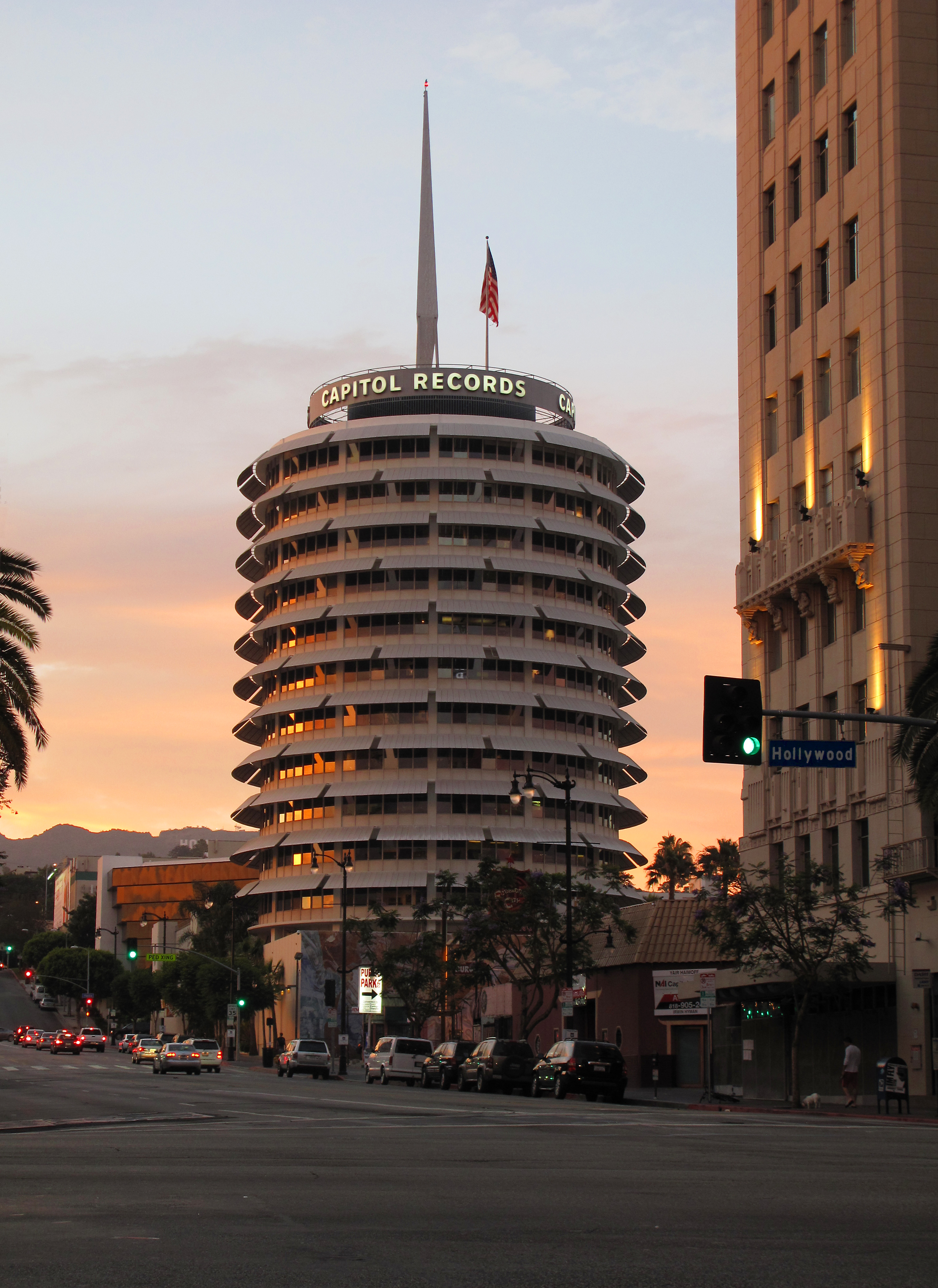
Альбом частично записывался на студии Capitol Studios в Лос-Анджелесе, Калифорния

Различные звуковые эффекты были записаны с нуля с помощью специалистов из Warner Bros. Бангальтер привел один пример, в котором звук оживлённого ресторана был достигнут путем размещения микрофонов за обеденным столом. В другом случае эффект капающей воды был записан на звуковой сцене. Использование электронной аппаратуры ограничилось драм-машинами, которые фигурируют только в двух композициях, а также изготовленным на заказ модульным синтезатором Modcan, на котором Daft Punk играли вживую, и винтажными вокодерами. На вопрос, кто из участников дуэта исполнял роботизированный вокал, Бангальтер предпочитал отмалчиваться, отвечая, что это не важно. Бо́льшая часть вокодерных треков была записана Daft Punk в собственной парижской студии, их дальнейшей обработкой занимался звукорежиссёр Мик Гузауски на мощностях Capitol. Дуэту потребовалась «примерно неделя», чтобы подобрать подходящий звук вокодера, и ещё несколько дней на запись.
Хотя дуэт считал, что заводские параметры цифровых инструментов будут препятствовать творчеству и инновациям, они признали, что пластинку не получилось бы создать без компьютерных технологий. Материал одновременно записывали на бобины Ampex, а также через программу Pro Tools. Затем Daft Punk и Гузауски прослушивали каждую запись как в аналоговом, так и в цифровом виде, решая, какой из двух вариантов предпочтительнее. Впоследствии отдельные элементы были отредактированы дуэтом с помощью Pro Tools схожим образом, как и при работе с семплами.
Со временем появлялась информация о других задействованных в работе исполнителях. В 2012 году участник группы Fourplay Нейтан Ист упомянул в интервью журналу Guitar World, что он участвовал в записи альбома. Перкуссионист Куинн также заявил, что он играл на каждом из треков пластинки. Партию педальной слайд-гитары исполнил Грег Лейз. Daft Punk стремились использовать этот инструмент на грани между электронным и акустическим звучанием. Среди прочих сессионных музыкантов фигурировали Джон Робинсон, Джон Пол Джексон-младший, Джеймс Дженус и Томас Блох.

## Музыка

### Название альбома и музыкальные ориентиры
Бангальтер описал название альбома как воплощение интереса Daft Punk к прошлому, отсылающее как к технологии оперативного запоминающего устройства, так и к человеческой памяти. Музыкант отмечал, что «мы проводили параллель между человеческим мозгом и жёстким диском» — двумя случайными способами хранения воспоминаний. Участники дуэта выражали мнение, что, хотя современные технологии предоставляют неограниченные возможности для хранения записанного материала, качество современного искусства снизилось. Поэтому они хотели максимально использовать потенциал бесконечного хранилища, записывая огромное количество музыкальных элементов, что отражено и в названии альбома, поскольку дуэт стремился соединить ряд случайных идей.
Описывая музыкальную принадлежность альбома, критики отмечали сильное влияние диско. Музыканты вспоминали, что, записывая альбом, стремились передать «атмосферу западного побережья», в качестве источников вдохновения ссылаясь на такие группы, как Doobie Brothers и Eagles, а также упоминая альбомы Rumours Fleetwood Mac и The Dark Side of the Moon Pink Floyd. По словам дуэта, пластинка также являлась данью уважения творчеству Майкла Джексона, The Cars и Steely Dan. Синтезаторные партии (создаваемые в студии вживую), записывались в стиле прогрессивного рока с элементами поп-музыки в духе Wizzard и The Move. Бангальтер выделил несколько знаковых произведений альбомной эры, отметив, что «самые важные записи в музыке, будь то [пластинки] Led Zeppelin […] или „The White Album“ или „Sgt. Pepper’s“ … или „Quadrophenia“ или „Tommy“ — это те, которые уведут вас далеко-далеко».

### Музыкальная составляющая
Первоначальные демоверсии создавались без конкретного плана. В ходе сессий было создано и удалено много материала. В какой-то момент дуэт подумывал о том, чтобы выпустить альбом в виде одной непрерывной композиции на манер Lovesexy Принса. Они также рассматривали вариант релиза пластинки в виде бокс-сета из четырёх дисков, чтобы вместить весь сочинённый контент. Таким образом, у альбома не было какой-либо композиции до последних месяцев производства.
Открывающая альбом «Give Life Back to Music» базируется на гитарных партиях Роджерса и Пола Джексона-младшего, ударных Джона «Дж. Р.» Робинсона, а также вокале Daft Punk, пропущенном через вокодер. Песня отражает стремление дуэта создать лёгкую, но в то же время элегантную пластинку с отполированным звучанием. По словам журналиста NME, альбом начинается с «потрясающе масштабного рок-вступления, которое стирает любые следы хрупкого техно „Human After All“». В следующем треке, «The Game of Love», дуэт также использовал вокодер. Бангальтер пояснял, что «записанный голос обрабатывается, чтобы добиться эффекта роботизированного звучания». Он отмечал, что дуэт хотел совместить роботизированный вокал с выразительностью и эмоциями. Композиция «Giorgio by Moroder» представляла собой метафору музыкальной свободы. Дуэт считал, что монолог Мородера о его карьере будет аналогом музыковедения, исследованием жанров и вкусов. В монологе композитор подробно описывает творческий процесс создания альбома Донны Саммер I Remember Yesterday (1977), делая особый акцент на его заключительном треке «I Feel Love».
Одним из первых записанных для альбома произведений была «Within». Центральным инструментом композиции является фортепиано Чилли Гонсалеса, который играет на фоне минималистичного аккомпанемента, состоящего из баса и перкуссии, а также вокодера. В контексте альбома «Within» знаменует собой переход от тональности ля минор трех предыдущих песен к тональности си-бемоль минор дальнейшего материала. Музыкальный критик Ник Стивенсон так высказался по поводу текста произведения: «Сильно обработанный вокодером голос [лирического героя] поёт о непонимании мира, о состоянии потерянности и даже забвении собственного имени». Джереми Эбботт из Mixmag добавил: «Особо выделяющаяся строчка „So many things I don’t understand“ в сочетании с аккордами Чилли и журчащими тарелками создаёт [атмосферу] красивой летней колыбельной».
Песня «Instant Crush» была основана на демозаписи, которую Daft Punk продемонстрировали Джулиану Касабланкасу. Послушав мелодию, артист пришёл в восторг и записал для неё вокал. Песня содержит элементы рок-музыки и гитарное соло. Критик Джон Балф счел её «подходящей по стилю к The Strokes (основной группе артиста) несмотря на то, что фирменный протяжный голос [Касабланкаса] в значительной степени был искажён вокодером». Омем-Кристо отметил: «Это действительно не характерный для него вокальный регистр; Джулиан так воспринял на наш материал, но это тем более круто». «Lose Yourself to Dance», записанная при участии Фаррелла Уильямса, стала результатом желания дуэта создать танцевальную музыку с добавлением полноценной ударной установки. Для этой цели был приглашён сессионный барабанщик Робинсон. Помимо вокала Уильямса, в песне звучит роботизированный голос, повторяющий «come on».
Текст для «Touch» сочинил и исполнил Пол Уильямс. Daft Punk отмечали, что это произведение — самая сложная композиция пластинки, состоящая из более чем 250 элементов. По словам публициста Pitchfork, «песню штормит из стороны в сторону, она проплывает сквозь жанры, эпохи и эмоции, создавая ощущение галлюциногенного чуда»; песня напоминает «A Day in the Life» The Beatles. Уилл Гермес из Rolling Stone отметил: «Она совершенно нелепа, но в то же время удивительно красива и трогательна». По мнению обозревателя Kombini Луи Лепрона, множество стилей и научно-фантастическая эстетика композиции — это дань уважения музыкальным фильмам, включая «Призрак рая», саундтрек к которому сочинил Уильямс. Начало песни является отсылкой к сцене из этого фильма, когда голос главного героя постепенно усиливается в звуковой кабинке. Омем-Кристо заявил, что «Touch» «похожа на ядро пластинки, вокруг которого вращаются» все остальные песни.
«Get Lucky» — вторая песня, записанная при участии Фаррелла Уильямса. По словам музыканта, заглавная фраза не столько представляет собой отсылку к сексу, сколько к возможности химии между двумя людьми. Артист вспоминал, что когда он впервые услышал мелодию песни, то сразу же представил живописный образ — восход «персикового цвета» на экзотическом острове. Концепция следующего трека — «Beyond» — предварительно была обговорена Daft Punk с Полом Уильямсом, который воплотил идеи дуэта на бумаге. Композиция начинается с оркестровой струнной секции и литавр, а затем переходит в то, что публицист из NME назвал «переосмыслением грува из „Regulate“ Уоррена Джи». Ник Стивенсон также усмотрел в мелодии «Beyond» сходство с этой песней, назвав её «очень похожей на сэмпл» известного произведения Майкла Макдональда «I Keep Forgettin’» использованный Нейтом Доггом и Уорреном Джи в своём фанковом хите. Критик подчеркнул, что получилось «очень даже неплохо» и отметил, что текст песни (спетый с помощью вокодера) посвящён «экзистенциальному миру за океанами и горами — стране за пределами любви».
«Motherboard» была описана Daft Punk как «футуристическая композиция, которая могла бы появиться в 4000 году». В одной из рецензий отмечалось, что эта инструментальная пьеса схожа с творчеством Себастьяна Телье. По словам Тодда Эдвардса (продюсера трека), текст «Fragments of Time» был вдохновлен желанием запечатлеть его эмоции от посещения студийных сессий дуэта в Калифорнии. Вокал для «Doin’ It Right», последней записанной для альбома песни, исполнил Panda Bear. Дуэт назвал её единственной полностью электронной композицией пластинки, созданной на современный манер. Финальный трек, «Contact», был спродюсирован DJ Falcon и включал отрывок из песни «We Ride Tonight» рок-группы The Sherbs.
Японское издание альбома также содержало эксклюзивный бонус-трек «Horizon» — медленную композицию, напоминающую Pink Floyd. Центральным инструментом произведения является акустическая гитара, к которой постепенно добавляются несколько дополнительных инструментов, включая бас и ударные. Композиция стилистически отличается от остального материала пластинки и является одной из немногих, в которых нет текста.

## Выпуск и продвижение
В январе 2013 года Омем-Кристо сообщил, что Daft Punk находится в процессе подписания контракта с Columbia Records, а весной выйдет новый диск. Следом The Guardian опубликовала информацию, в которой фигурировала дата релиза — май 2013 года. 26 февраля на официальном сайте Daft Punk было объявлено о завершении сделки и появилось изображение шлемов дуэта и логотипа лейбла. Это же изображение было размещено на билбордах в нескольких крупных городах.
Высшей точкой в истории Daft Punk, видимо, останется промо-кампания „Random Access Memories“. Музыканты и до этого не скрывали своего восхищения золотым веком звукозаписывающей индустрии – 1970-х и 1980-х годов. Когда выход альбома становился событием, долго готовился и раскручивался. К работе над пластинкой музыканты пригласили большое количество уважаемых людей […]. Вдоль всего бульвара Сансет были расставлены билборды с рекламой альбома. […] Его рекламировали по телевизору и в интернете. Складывалось ощущение, что всех нас ждет нечто уровня „Thriller“ — и, в общем-то, так и получилось.
2 марта во время шоу Saturday Night Live был показан 15-секундный рекламный ролик с анимированной стилизованной версией логотипа дуэта и вышеупомянутым изображением шлемов. Музыка, звучащая в рекламе, была взята из будущего альбома. По словам Найла Роджерса, после эфира в сети появились различные фанатские ремиксы этой мелодии. Вскоре в той же телепередаче состоялась премьера второго ролика, который звучал так же, как первый, но имел другой видеоряд, и в нём фигурировало название будущей пластинки вместо стилизованного логотипа Daft Punk. Во время первого дня музыкального фестиваля Coachella (проходившем месяц спустя, в середине апреля) был показан третий трейлер, который представлял собой отрывок выступления Daft Punk, Фаррелла Уильямса, а также Роджерса и заканчивался списком соавторов альбома. На следующий день это видео попало в эфир программы Saturday Night Live, но без списка соавторов.
Концепция рекламы, постепенно раскрывающей рекламируемый ею продукт, вдохновлялась подходом, распространённым в предыдущие десятилетия, что перекликалось с ретро-тематикой альбома. Daft Punk обратились к Columbia с конкретным планом будущей промо-кампании. Представитель лейбла Роб Стрингер вспоминал, что дуэт показал ему книгу Rock 'n' Roll Billboards of the Sunset Strip в качестве примера того, что они хотели получить. Выбор музыкантов был обусловлен тем, что билборды были более эффективны, нежели рекламные баннеры, и что «Saturday Night Live — это до некоторой степени неизменная часть американской культуры». Кампания проводилась небольшой группой маркетологов во главе с Daft Punk и менеджером Полом Ханом при содействии Кэтрин Фрейзер из фирмы Biz 3, отвечающей за связи с общественностью. Дуэт остановил свой выбор на Columbia, в частности, из-за богатой истории лейбла. Как выразился Бангальтер: «В концептуальном плане было очень интересно создавать эту историю [альбом] [имея в качестве партнёра] такую звукозаписывающую компанию, как Columbia с её 125-летней историей».
В рамках продвижения альбома было важным ограничить доступ к его содержанию, а также делать акцент на предварительных личных контактах с представителями прессы. Как заявил Хан: «В нашем подходе присутствует минимализм, отсутствие информации, и мы замечаем, что фанаты [дуэта] склонны бросаться на амбразуру или пытаться заполнить существующие пробелы». Через несколько дней после появления информации об утечки «Get Lucky» в интернет песня была выпущена в качестве ведущего сингла — её релиз состоялся в цифровом формате 19 апреля 2013 года. 13 мая в музыкальном сервисе iTunes Store на ограниченный период была размещена полная версия альбома.
6 августа Daft Punk должны были поучаствовать в ток-шоу телеканала Comedy Central The Colbert Report (с целью продвижения пластинки), но не смогли этого сделать из-за будущих обязательств — участия в церемонии MTV Video Music Awards конкурирующего медиахолдинга. По словам Стивена Кольберта, дуэт не знал о каком-либо соглашении об эксклюзивности и был остановлен руководством MTV за несколько часов до начала съёмок. Тем не менее ведущий всё-таки показал в эфире тщательно отрепетированный хореографический скетч, где он танцует под «Get Lucky» с различными знаменитостями, включая Хью Лори, Джеффа Бриджеса, Джимми Фэллона, Брайана Крэнстона, Джона Стюарта, Генри Киссинджера, Мэтта Дэймона и женскую танцевальную труппу The Rockettes.

### Художественное оформление
В отличие от предыдущих студийных альбомов, на обложке которых присутствовало стилизованное название группы, Random Access Memories — первая и единственная пластинка Daft Punk, на которой оно отсутствует. Вместо этого на ней изображены шлемы музыкантов, ставшие визитной карточкой дуэта, а также название записи в левом верхнем углу. Шрифт напоминает оформление Thriller Майкла Джексона — пластинки, являющейся одной из наиболее знаковых записей 1980-х, олицетворяющих это десятилетие. Изображение шлемов первоначально было продемонстрировано на веб-сайте Daft Punk и впоследствии стало одним из символов всей рекламной кампании.
Список композиций не разглашался и держался в тайне в том числе от интернет-магазинов. Названия песен были раскрыты 16 апреля 2013 года с помощью клипа, выпущенного на официальном канале Columbia в Vine в виде серии изображений с задней стороны обложки пластинки. 13 мая официальный канал Daft Punk на хостинге Vevo опубликовал видео, демонстрирующее обложку виниловой версии альбома, а также первые несколько секунд вступительного трека. Этикетки пластинок и компакт-дисков были выполнены в классическом желто-красном дизайне Columbia, который использовался на виниловых релизах компании в 1970-х и 80-х годов, что также отражало ретро-концепцию альбома.
Помимо стандартной версии альбома, был выпущен делюксовый бокс-сет, содержащий 56-страничную книгу в твердом переплете, виниловую версию лонгплея, 70-миллиметровую плёнку с видео на песню «Lose Yourself to Dance» и USB-накопители с треугольным дизайном, выполненные в золотом и серебряном цветах (по аналогии со шлемами дуэта), которые содержали стандартную версию альбома и бонусный аудио- и видеоконтент.

### The Collaborators

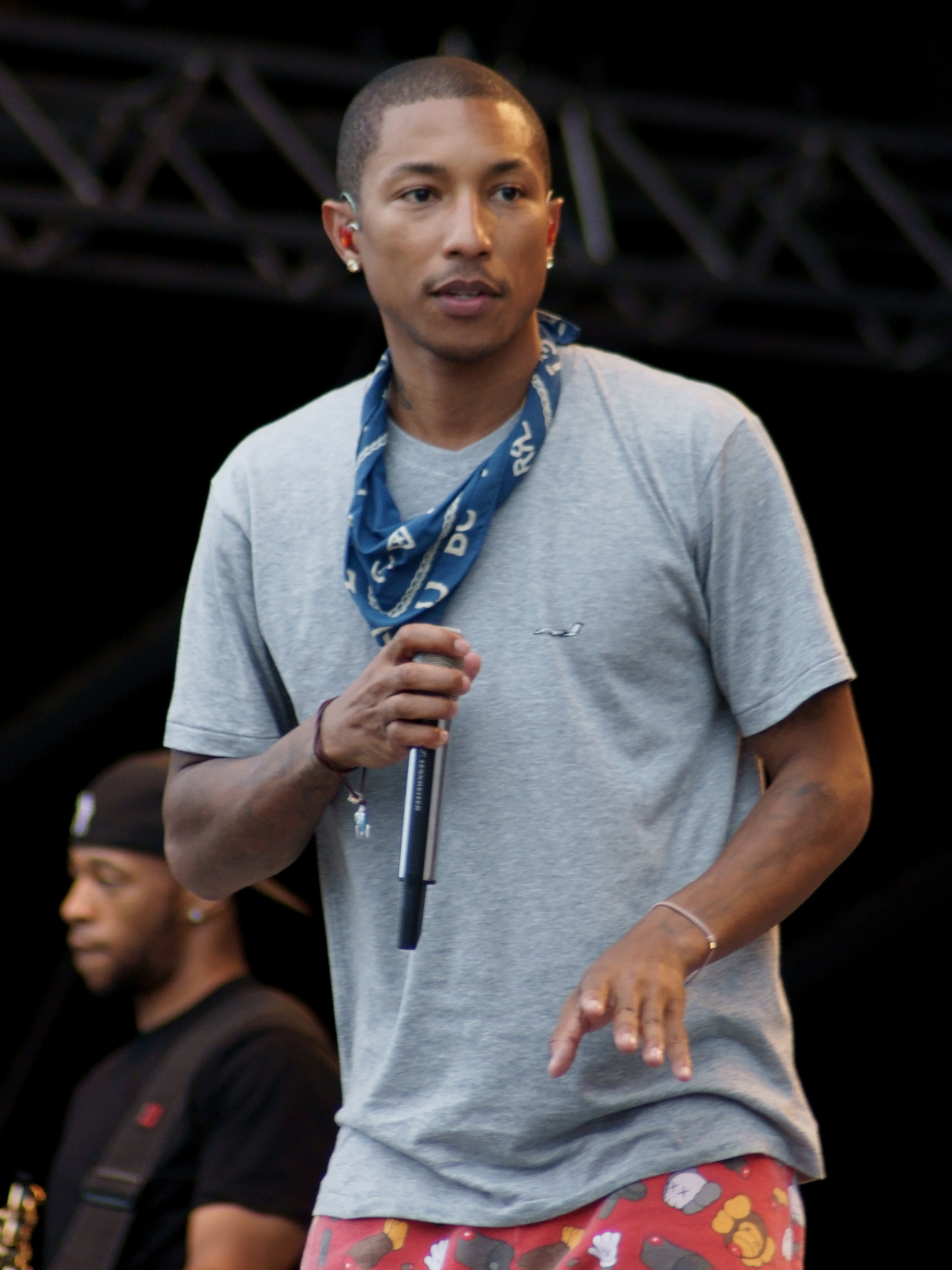
В The Collaborators присутствуют отрывки из ведущего сингла «Get Lucky», в котором спел Фаррел Уильямс

В преддверии выхода альбома на его официальном сайте была опубликована серия роликов под названием The Collaborators (с англ. — «Соавторы»), посвящённых интервью с его создателями. Материал был снят Эдом Лачманом при поддержке The Creators Project — совместного проекта компаний Intel и Vice по производству видеоконтента о креативном использовании технологий. Всего было выпущено восемь эпизодов, которые публиковались раз в неделю, вплоть до выхода Random Access Memories. В The Collaborators поучаствовали все музыканты с альбома, за исключением Касабланкаса, который вместо этого снялся в музыкальном видео на песню «Instant Crush». Каждый эпизод начинался и заканчивался отрывком из сингла «Get Lucky», также в них фигурировала фрагменты других песен альбома, соответствовавших конкретному музыканту.
Первый эпизод был посвящён Джорджо Мородеру: он рассказал о своей работе в жанре диско, в том числе о совместных записях с певицей Донной Саммер, а также об экспериментах с звучанием синтезаторов. Мородер поделился воспоминаниями о о посещении музыкальной студии дуэта, отметив, что впервые узнал о Daft Punk, услышав их сингл «One More Time» (2000) — ему особенно понравился брейк в середине трека. В заключении композитор сказал, что считает Daft Punk «перфекционистами», а стиль альбома описал как «нечто <…> особенное. Это всё ещё танцевальная музыка, электронная, но [они] вернули ей человеческое лицо».
Из второго эпизода стало известно, что над альбомом также работал Тодд Эдвардс. Он признался, что ему было сложно сохранять своё участие в тайне. Ранее Эдвардс уже сотрудничал с Daft Punk над синглом «Face to Face» с альбома Discovery 2001 года. По словам музыканта, работа над песней «Fragments of Time» сильно повлияла на его жизнь: запись материала проводилась в Калифорнии, и ему настолько понравилось в этом штате, что он решил переехать туда из Нью-Джерси, в котором проживал на тот момент. Эдвардс также посчитал ироничным, что «два андроида <…> вернули музыке душу».
Гостем третьего выпуска стал Найл Роджерс, который рассказал о своей карьере: основании группы Chic и сотрудничестве с другими музыкантами вроде Дэвида Боуи, Мадонны и группы Duran Duran. По его словам, работа с Daft Punk «[ощущалась] как <…> работа с ровесниками» — они активно мотивировали друг друга. В конце эпизода Роджерс сыграл часть песни, которой, как позже оказалось, была «Lose Yourself to Dance». Продюсер отметил, что стиль Daft Punk значительно эволюционировал, подчеркнув, что в материале прослеживается их интерес к ретро-музыке: «они сделали шаг назад, чтобы сделать два вперёд».
В четвёртом эпизоде участвовал Фаррелл Уильямс, в котором подробно рассказал о своём опыте создания альбома. Музыкант отметил органичное звучание Random Access Memories: «кажется будто единственный клик-трек, который был у них — это <…> биение сердца». Он выразил мнение, что пластинка может понравиться людям любого возраста из-за доступного звучания и подытожил, что Daft Punk «могут просто вернуться на космический корабль, который доставил их сюда, и улететь, покинуть нас. Но они милосердные, славные роботы. Они решили остаться».

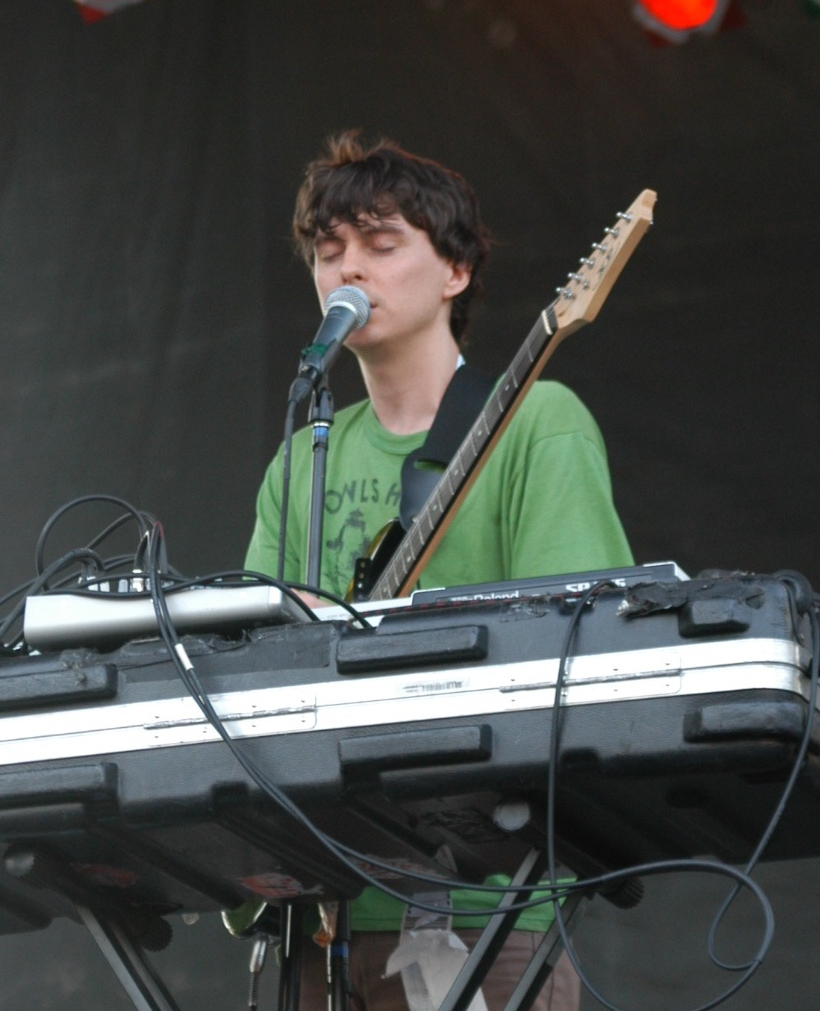
Panda Bear из Animal Collective исполнил вокальную партию песни «Doin’ It Right».

В пятом эпизоде о своём вкладе в альбом, а также об участии в группе Animal Collective рассказал Ноа Леннокс, более известный под псевдонимом Panda Bear. Леннокс впервые узнал о Daft Punk, посмотрев клип на песню «Around the World» который познакомил его со многими аспектами электронной танцевальной музыки. Он отметил, что Homework был одним из немногих альбомов, которые понравились и ему, и его старшему брату. В заключении Леннокс подчеркнул, что, создавая Random Access Memories, дуэт записывал живые инструменты, но структурировал их звук таким образом, чтобы своим минимализмом они напоминали электронные семплы.
Шестая серия была посвящена Чилли Гонсалесу. Пианист вспоминал присущий Daft Punk энтузиазм и радость от прослушивания черновых сессионных записей, сделанных в начале работы над альбомом, отлично отдавая себе отчёт о предстоящих испытаниях, с которыми придётся столкнуться до его завершения. Гонсалес выразил уверенность в том, что дуэт заранее знал, как тональность каждой из песен будет способствовать эмоциональному развитию альбома в целом. Поэтому он исполнил фортепианную партию для «Within» таким образом, чтобы соответствовать общей концепции. В конце интервью пианист подчеркнул, что Daft Punk редко сотрудничают с другими музыкантами и в связи с чем, заключив, что в этот раз они поступили наоборот, чтобы добиться выдающегося результата.
В седьмом эпизоде появился Стефан Кэм, также известный как DJ Falcon. Он рассказал, что познакомился с Daft Punk ещё во времена, когда те записывали свой дебютный диск Homework. По словам Кэма, с тех пор их музыка постоянно видоизменялась, так как они черпали вдохновение из разных направлений и жанров. Диджей выразил мнение, что в будущем Random Access Memeories может стать популярным источником семплов, как те классические записи, которые Daft Punk семплировали для своих предыдущих пластинок.
Гостем восьмого выпуска стал композитор Пол Уильямс, который сравнил образы Daft Punk с одним из персонажей фильма «Призрак рая» где сыграл одну из ведущих ролей. Он также добавил, что благодаря маскам, которые скрывают их лица от публики, слушатели могут наслаждаться музыкой такой, какая она есть. Уильямс работал с дуэтом в студии Henson Recording (когда то принадлежавшей A&M Records) где ранее создавал песни для фильмов Джима Хенсона о маппетах, такие как «Rainbow Connection». По словам композитора, «Touch» изначально должна была исполняться от лица неизвестного лирического героя, создающего настроение, однако в итоге сама музыка обусловила слова песни. Уильямс признался, что своей восприимчивостью во время сочинения композиции он был обязан Daft Punk. Он также заявил, что его многолетнее воздержание от алкоголя привнесло в песню ощущение чуда, отметив, что каждый день трезвой жизни для него — счастье, в отличие от былого гедонизма.

### Презентация альбома
Для международной презентации альбома было выбрано 79-е ежегодное шоу Wee Waa, состоявшееся 17 мая 2013 года в одноимённом австралийском городке. Билеты на мероприятие были полностью раскуплены в течение получаса после начала продаж, несмотря на информацию, что там не будут присутствовать Daft Punk. В описании презентации отмечалось, что альбом будет транслироваться в прямом эфире для 4 000 человек. Местные власти отнеслись очень серьёзно к организации мероприятия. Так, городская полиция Ви-Ваа инициировала операцию «Адриан», чтобы предотвратить возможные проблемы, связанные с распитием алкогольных напитков и асоциальным поведением аудитории.
Sony заказала проектирование и строительство специальной сцены для мероприятия, а производственный дом Daft Arts смонтировал круглую танцплощадку со светодиодной подсветкой, которая была признана самым большим танцполом под открытым небом из когда-либо возводимых в Австралии. Сцена, освещённая гигантским диско-шаром и дополненная четырьмя башнями с динамиками и прожекторами, была описана звукозаписывающим лейблом как «„Лихорадка субботнего вечера“, скрещённая с „Близкими контактами третьей степени“». Перед стримингом альбома было проведено пиротехническое шоу, организованное компанией Энтони Коппмана Holy Smoke из Гайры, Новый Южный Уэльс.

### Юбилейное переиздание
22 февраля 2023 года Daft Punk объявили о запланированном на май юбилейном переиздании Random Access Memories, посвящённом 10-летию альбома. Сборник был выпущен в двух вариантах: однодисковый в формате Dolby Atmos, а также двухдисковый с бонусным контентом: неизданными демозаписями и ауттейками. Среди прочего он содержал версию «Touch» из видео, в котором объявлялось о прекращении деятельности дуэта, а также сингл «Infinity Repeating (2013 Demo)» при участии Джулиана Касабланкаса и The Voidz. Последний упоминал эту песню в одном из интервью 2014 года, чем подогрел интерес общественности. В пресс-релизе альбома Daft Punk назвали этот трек своей «лебединой песней». Ажиотаж вокруг переиздания привел к возвращению Random Access Memories на вершину танцевального хит-парада Billboard, а также в первую десятку национального чарта Billboard 200.
Во время празднования годовщины была анонсирована ещё одна специальная версия альбома под названием Random Access Memories (Drumless Edition), релиз которой состоялся 17 ноября 2023 года. Она включает в себя оригинальные 13 композиций, сведённых без задействования ударных инструментов. Данное переиздание получило низкие оценки, однако Бен Кардью из Pitchfork выразил мнение, что, хотя некоторые песни без перкуссии звучат безжизненно, более оркестровые произведения «наполнены яркими красками».

## Отзывы и популярность

### Рейтинги
В январе 2015 года Random Access Memories занял девятую строчку в списке Billboard «20 лучших альбомов 2010-х (на данный момент)». В 2020 году диск Daft Punk удостоился 65-й позиции в списке Stacker «100 лучших альбомов XXI века». Random Access Memories занял 497-е место в списке NME «500 величайших альбомов всех времён». Pitchfork поставил его на 7-е место в списке лучших альбомов за 2013 год. Несмотря на то, что первоначально лонгплей был принят «на ура», как отмечалось в статье «Афиши», в списках лучших пластинок десятилетия «он уже как‑то затерялся».

### Продажи
«Альбом сейчас слушается абсолютно безвременно даже не из‑за своей ретромании — Daft Punk создали его в первую очередь не как плач по ушедшей эпохе, а как плач по музыке сегодняшней. Увидев, что электроника зашла в тупик, они развели руками и вернулись обратно к пионерам танцевальной музыки, к Джорджо Мородеру и к Найлу Роджерсу. Даже лейбл был ими выбран неслучайно — именно тогда они подписали контракт со старейшей компанией звукозаписи».
Random Access Memories стартовал с первой позиции хит-парада альбомов Франции: продажи пластинки за первую неделю составили 195 013 копий (127 361 из которых пришлись на физические носители, а 67 652 — на цифровую дистрибуцию), что позволило Random Access Memories стать первым альбомом дуэта, возглавившим национальный чарт у себя на родине. На следующей неделе было продано ещё 49 600 копий, пластинка сохранила лидерство, однако количество продаж упало на 75 %. На третьей неделе альбом остался на первом месте с результатом в 35 000 проданных копий с падением количества продаж до 29 %.
Аналогичная ситуация произошла в Великобритании. Альбом сразу же захватил лидерство в местном чарте, разойдясь тиражом в 165 091 копий за первую неделю. Как и в случае с Францией, Random Access Memories стал первым альбомом Daft Punk, возглавившим хит-парад Соединённого Королевства. По итогам года Random Access Memories занял второе место среди наиболее быстро продающихся альбомов, уступив только Midnight Memories группы One Direction. За вторую неделю он сохранил лидерство — было реализовано 52 801 пластинок. На третьей неделе он опустился в чарте на третье место, а число проданных копий составило 28 182.
В США альбом стартовал с первой позиции чарта Billboard 200 с 339 000 проданных копий, став первым альбомом дуэта, возглавивший главный американский чарт. Он сохранил лидерство и на второй неделе, продажи составили 93 000 экземпляров. За третью неделю было продано 62 000 копий, альбом сместился с первой на вторую строчку чарта. В Штатах большим спросом пользовалась версия Random Access Memories на виниле: став самой популярной грампластинкой за 2013 год с тиражом более 49 000 штук. По состоянию на январь 2014 года продажи альбома в США составили 922 000 копий. 6 февраля 2014 альбом удостоился «платиновой» сертификации от Американской ассоциации звукозаписывающих компаний. После победой дуэта в номинации «Альбом года» на «Грэмми» Random Access Memories поднялся в чарте Billboard 200 с 39-го места на 10-е, а его продажи увеличились на 300 %, за неделю было реализовано 30 000 копий.
Схожим образом события развивались в Канаде. Альбом сразу же возглавил национальный чарт с тиражом 46 000 проданных копий — второй результат по продажам за одну неделю среди музыкальных альбомов в 2013 году. Неделей позже продажи составили 17 000 копий, альбом сохранил первое место чарта. В Японии альбом стартовал с третьей позиции чарта Oricon Albums Chart и разошёлся в количестве 25 970 копий.
Помимо этого лонгплей стартовал с первой строчки в нескольких странах континентальной Европы, среди которых Австрия, Бельгия, Чехия, Дания (где продажи Random Access Memories составили 5 392 копий за первую неделю), Финляндия, Германия, Ирландия, Италия, Норвегия, Португалия, Испания и Швейцария. В Океании Random Access Memories дебютировал на первой позиции чартов Австралии и Новой Зеландии. За первую неделю продаж альбом получил «платиновую» сертификацию от Австралийской ассоциации звукозаписывающих компаний и «золотую» от Новозеландской ассоциации звукозаписывающих компаний.
По состоянию на 2014 год количество проданных копий Random Access Memories составило 3,2 миллиона по всему миру.

### Отзывы критиков
| Совокупная оценка    | Совокупная оценка |
| Источник             | Оценка            |
| -------------------- | ----------------- |
| AnyDecentMusic?      | 7.9/10            |
| Metacritic           | 87/100            |
| Оценки критиков      |                   |
| Источник             | Оценка            |
| AllMusic             | [ 176 ]           |
| The A.V. Club        | B+                |
| The Daily Telegraph  | [ 178 ]           |
| Entertainment Weekly | A                 |
| The Guardian         | [ 180 ]           |
| The Independent      | [ 181 ]           |
| NME                  | 10/10             |
| Pitchfork            | 8.8/10            |
| Rolling Stone        | [ 62 ]            |
| Spin                 | 8/10              |

Random Access Memories получил хвалебную прессу. На сайте-агрегаторе Metacritic альбом был оценён в 87 баллов из 100 на основе 47 рецензий, что стало самым высоким показателем в дискографии дуэта.
Публицист журнала Q назвал его «с некоторым перевесом… лучшим альбомом в карьере Daft Punk — дуэта, который уже как минимум дважды менял представление о танцевальной музыке. В общем, это умопомрачительная [запись]». По мнению корреспондента The Independent, «Благодаря своей амбициозности „Random Access Memories“ вдохнул жизнь в прагматичную музыку [создающуюся без риска], которая доминирует в сегодняшних чартах… Это захватывающее путешествие, которое, несмотря на всю его музыкальную витиеватость, остаётся верным танцевальному жанру». Мелисса Мерц, представляющая журнал Entertainment Weekly, назвала релиз «альбомом для наушников эпохи [популярности] радио-синглов; прекрасной, сыгранной вживую записью, которая выделяется на фоне показушных ухищрений с аппаратурой; джазовой диско-атакой на типичный хаус-бит; обширным сотрудничеством [с другими музыкантами] во времена, когда раскрученные диджеи держатся особняком». Она подытожила рецензию словами: «если EDM превращает людей в роботов, то Daft Punk работают не покладая рук, чтобы вернуть человечность роботизированной попсе».
Некоторые критики особо выделили жанровую разнообразность композиций. Представитель английского журнала New Musical Express полагал, что «в этом альбоме используются все когда-либо придуманные музыкальные идеи». Редактор электронного издания Pitchfork Марк Ричардсон согласился с коллегой, назвав запись «смесью диско, софт-рока и прогрессивного попа с вкраплениями поп-музыки в бродвейском стиле и даже несколькими щепотками присущей им эстетики стадионных рейвов». Ричардсон высоко оценил аудиоинжиниринг и качество записи альбома, отметив, что «хотя всё в нём — от сессионных музыкантов и гостей до подхода к созданию [альбома] — призвано звучать более „человечно“, местами альбом становится выхолощенным, звучит слишком идеально».
DJ Magazine так прокомментировал смену музыкального стиля дуэта: «в то время как Daft Punk явно хотят двигаться дальше и развиваться, отказываясь от электронных битов, хауса и техно, которые изначально и привели их к славе, именно эта музыка составляет основу их лучших мелодий, и они по-прежнему делают её лучше всего». Представитель Resident Advisor заявил, что «альбом основан на ныне устаревшей эстетике» 1970-х годов, будь то «сочная калифорнийская студийная музыка или обманчиво утончённое нью-йоркское диско, которое Найл Роджерс… популяризировал с Chic». Хизер Фарес из AllMusic оценила Random Access Memories в 5 баллов из 5, добавив, что запись сближается с удивительной и волнительной музыкой 1970-х и ранних 1980-х годов. Фарес подытожила, что альбом «является самой личной работой Daft Punk, щедро вознаграждающей слушателей, желающих провести с ней время».
Некоторые СМИ раскритиковали альбом. Так, Аарон Пейн из musicOMH писал: «Daft Punk до некоторой степени недостаёт остроумия и лёгкости, которые во многом являются их отличительной особенностью. Из-за чего эти длинные эпопеи становятся несколько утомительными и в них чувствуется сильный привкус эгоизма и потакания своим желаниям… По прошествии 70 минут альбом кажется довольно раздутым». Критик отметил затянутость многих песен, отсутствие идейного содержания, самоповторы и однообразие, сделав вывод, что «революцией и не пахнет». Обозреватель журнала Paste Дэн Вайс, характеризуя альбом как диско, полагал, что очевидные «эклектичные заимствования» не являются вызовом чему-либо, и «все они напоминают саундтреки из определённых эпох или тренды жанра диско», а то, что со временем биты стали проще, музыкантов вполне устраивает. В 2021 году Pitchfork включил Random Access Memories в список альбомов, оценки которых «они пересмотрели бы, если бы смогли»: так, они бы снизили оценку с 8.8 баллов из 10 возможных до 6.8. Критик Pitchfork Филип Шерберн посетовал, что альбом «не ощущается таким же революционным, как „Discovery“» и «он не продвигает поп-музыку вперёд».

### Награды
Random Access Memories стал лауреатом «Грэмми» в номинациях «Лучший альбом года», «Лучший танцевальный/электронный альбом» и «Лучший инжиниринг альбома, не классического» на 56-й церемонии главной американской музыкальной премии. Помимо этого, ведущий сингл пластинки, «Get Lucky», там же победил в номинациях «Запись года» и «Лучшее поп-исполнение дуэтом или группой». В 2013 году композиция также выдвигалась на соискание наград MTV Europe Music Awards в категории «Лучшая песня» и MTV Video Music Awards в категории «Лучшая песня лета», но проиграла «Locked Out Of Heaven» Бруно Марса и «Best Song Ever» One Direction соответственно.
| Год  | Премия                  | Номинируемая работа    | Номинант(ы) | Категория                                     | Результат |
| ---- | ----------------------- | ---------------------- | --- | --------------------------------------------- | --------- |
| 2013 | MTV Video Music Awards  | «Get Lucky»            | Daft Punk | «Лучшая песня лета»                           | Номинация |
| 2013 | MTV Europe Music Awards | «Get Lucky»            | Daft Punk и Фаррелл Уильямс | «Лучшая песня»                                | Номинация |
| 2014 | Grammy Awards           | «Get Lucky»            | Daft Punk, Фаррелл Уильямс и Найл Роджерс продюсеры: Тома Бангальтер и Ги-Манюэль де Омем-Кристо; звукоинженеры: Питер Франко, Мик Гузауски, Флориан Лагатта и Даниэль Лернер; мастеринг: Боб Людвиг | «Запись года»                                 | Победа    |
| 2014 | Grammy Awards           | «Get Lucky»            | Daft Punk, Фаррелл Уильямс и Найл Роджерс | «Лучшее поп-исполнение дуэтом или группой»    | Победа    |
| 2014 | Grammy Awards           | Random Access Memories | Daft Punk приглашённые артисты: Джулиан Касабланкас, DJ Falcon, Тодд Эдвардс, Чилли Гонсалес, Джорджо Мородер, Panda Bear, Найл Роджерс, Пол Уильямс и Фаррелл Уильямс; продюсеры: Тома Бангальтер, Джулиан Касабланкас, Ги-Манюэль де Омем-Кристо, DJ Falcon и Тодд Эдвардс; звукоинженеры: Питер Франко, Мик Гузауски, Флориан Лагатта, Гийом Ле Браз и Даниэль Лернер; мастеринг: Боб Людвиг | «Лучший альбом года»                          | Победа    |
| 2014 | Grammy Awards           | Random Access Memories | Daft Punk | «Лучший танцевальный/электронный альбом»      | Победа    |
| 2014 | Grammy Awards           | Random Access Memories | звукоинженеры: Питер Франко, Мик Гузауски, Флориан Лагатта и Даниэль Лернер; мастеринг: Боб Людвиг | «Лучший инжиниринг альбома, не классического» | Победа    |

## Список композиций
| №                   | Название                                                 | Автор(ы)                                                                  | Длительность |
| ------------------- | -------------------------------------------------------- | ------------------------------------------------------------------------- | ------------ |
| 1.                  | «Give Life Back to Music»                                | Тома Бангальтер, Ги-Мануэль де Омем-Кристо, Пол Джексон мл., Найл Роджерс | 4:34         |
| 2.                  | «The Game of Love»                                       | Бангальтер, Омем-Кристо                                                   | 5:21         |
| 3.                  | «Giorgio by Moroder»                                     | Бангальтер, Омем-Кристо, Джорджо Мородер                                  | 9:04         |
| 4.                  | «Within»                                                 | Бангальтер, Омем-Кристо, Чилли Гонсалес                                   | 3:48         |
| 5.                  | «Instant Crush» (при участии Джулиана Касабланкаса)      | Бангальтер, Омем-Кристо, Джулиан Касабланкас                              | 5:37         |
| 6.                  | «Lose Yourself to Dance» (при участии Фаррелла Уильямса) | Бангальтер, Омем-Кристо, Фаррелл Уильямс, Роджерс                         | 5:53         |
| 7.                  | «Touch» (при участии Пола Уильямса)                      | Бангальтер, Омем-Кристо, Пол Уильямс                                      | 8:18         |
| 8.                  | «Get Lucky» (при участии Фаррелла Уильямса)              | Бангальтер, Омем-Кристо, Ф. Уильямс, Роджерс                              | 6:07         |
| 9.                  | «Beyond»                                                 | Бангальтер, Омем-Кристо, П. Уильямс                                       | 4:50         |
| 10.                 | «Motherboard»                                            | Бангальтер, Омем-Кристо                                                   | 5:41         |
| 11.                 | «Fragments of Time» (при участии Тодда Эдвардса)         | Бангальтер, Омем-Кристо, Тодд Эдвардс                                     | 4:39         |
| 12.                 | «Doin’ It Right» (при участии Panda Bear)                | Бангальтер, Омем-Кристо, Ноа Леннокс                                      | 4:11         |
| 13.                 | «Contact»                                                | Бангальтер, Омем-Кристо, DJ Falcon                                        | 6:21         |
| Общая длительность: | Общая длительность:                                      | Общая длительность:                                                       | 74:24        |

| №                   | Название            | Автор(ы)                | Длительность |
| ------------------- | ------------------- | ----------------------- | ------------ |
| 14.                 | «Horizon»           | Бангальтер, Омем-Кристо | 4:24         |
| Общая длительность: | Общая длительность: | Общая длительность:     | 78:49        |

| №                   | Название                      | Автор(ы)                                     | Длительность |
| ------------------- | ----------------------------- | -------------------------------------------- | ------------ |
| 14.                 | «Horizon»                     | Бангальтер, Омем-Кристо                      | 4:24         |
| 15.                 | «Get Lucky» (Daft Punk Remix) | Бангальтер, Омем-Кристо, Ф. Уильямс, Роджерс | 10:33        |
| Общая длительность: | Общая длительность:           | Общая длительность:                          | 89:22        |

## Участники записи

### Основные музыканты
- Daft Punk — вокал (треки 1, 2, 4, 6, 8, 9 и 12), модульный синтезатор[англ.] (треки 1, 3, 7, 12, 13), синтезатор (треки 2, 5, 8, 9, 14), клавишные (треки 3, 4, 5, 11), гитара (трек 5), продюсирование, художественная концепция
- Panda Bear — вокал (трек 12)
- Джулиан Касабланкас — вокал, лид-гитара и сопродюсирование (трек 5)
- Тодд Эдвардс[англ.] — вокал и сопродюсирование (трек 11)
- DJ Falcon[англ.] — модульный синтезатор и сопродюсирование (трек 13)
- Чилли Гонсалес[англ.] — клавишные (трек 1), фортепиано (трек 4)
- Джорджо Мородер — голос (трек 3)
- Найл Роджерс — гитара (треки 1, 6, 8)
- Пол Уильямс[англ.] — вокал и текст (трек 7), текст (трек 9)
- Фаррелл Уильямс — вокал (треки 6, 8)

| - Грей Лейс — педальная слайд-гитара (треки 1-3, 9, 10, 14), гавайская гитара (треки 7, 9) - Крис Касвелл — клавишные (треки 1-4, 7-11, 14), оркестровка, аранжировка - Пол Джексон-младший — гитара (треки 1-3, 7-11, 14) - Нейтан Ист — бас-гитара (треки 1-6, 8, 11, 14) - Джеймс Джинус — бас-гитара (треки 3, 7, 9-11, 13) - Джон Робинсон — ударные (треки 1,2, 4-6, 14) - Омар Хаким — ударные (треки 3, 7-11, 13), перкуссия (трек 10) - Quinn — перкуссия (треки 1, 3-5, 7, 10, 11), ударные (трек 7) - Томас Блох — волны Мартено (трек 7), кристал-баше (трек 10) | - Боб Людвиг — мастеринг - Антуан Шабер — мастеринг - Пол Хан — менеджмент - Седрик Эрве — креативный директор, обложка - Уоррен Фу — обложка, иллюстрации - Мик Гузауски — запись, микширование - Питер Франко — звукорежиссёр - Флориан Лагатта — звукорежиссёр - Даниэль Лернер — звукорежиссёр |

### Оркестр
Задействован в треках 3, 7, 9, и 10
- Дирижёр — Дуглас Уолтер
- Антрепренёр — Джозеф Солидо
- Скрипки — Асса Дори, Йохана Крейчи, Рита Вебер, Кевин Коннолли, Джоэл Паргман, Сонг Ли, Ирина Волошина, Маргарет Вутен, Мэри Кей. Слоан, Нина Евтухова, Мивако Ватанабе, Сэмюэл Фишер, Лиза Дондингер, Рафаэль Ришик, Синтия Муссас, Сара Перкинс, Нил Хэммонд, Оливия Цуи, Калабрия Макчесни, Кэрри Кеннеди, Лиза Саттон, Одри Соломон
- Альты — Эндрю Пикен, Альма Фернандес, Родни Виртц, Кэролин Райли, Гарри Ширинан, Джоди Рубин, Роланд Като, Рэй Тишер
- Виолончели — Кристина Соул, Пола Хохалтер, Ванесса Ф. Смит, Тимоти Лоо, Армен Ксаджикян
- Контрабасы — Чарльз Бергхофер, Дон Ферроне, Дрю Дембовски
- Флейты — Грег Хакинс, Стив Каяла, Сара Андон
- Гобой — Эрл Думлер
- Кларнеты — Марти Кристалл, Джин Чиприано
- Бас-кларнет — Джин Чиприано
- Фагот — Джудит Фармер
- Английский рожок — Дэвид Кософф
- Валторны — Натан Кэмпбелл, Джеймс Аткинсон, Джастин Хагеман, Стефани О’Киф, Даниэль Ондарза
- Трубы — Гэри Грант, Уоррен Луенинг, Чарльз Финдли, Ларри Макгуайр
- Тромбоны — Эндрю Мартин, Чарльз Морильяс, Чарльз Лупер, Боб Макчесни
- Бас-тромбон — Крейг Госнелл
- Ударные — Брайан Килгор, Марк Конверс
- Прослушивание звукозаписи — Крис Касвелл
- Хор (трек 7) — Ширли Кеснади, Алисса М. Кремшоу, Элайна С. Креншоу, Александра Ганн, Джеффри Ганн, Эмма С. Ганн, Виктор Пинеши, Мэрайя А. Бритт, Джошуа Бритт, Алисия Грант, Челси Т. Дибласи, Джессика Роттер, дирижёр Энджи Джари

## Чарты и сертификация
| Чарт (2013)                    | Высшая позиция |
| ------------------------------ | -------------- |
| Австралия (Albums Chart)       | 1              |
| Австралия (Dance Albums Chart) | 1              |
| Австрия                        | 1              |
| Бельгия (Валлония)             | 1              |
| Бельгия (Фландрия)             | 1              |
| Великобритания                 | 1              |
| Венгрия                        | 1              |
| Германия                       | 1              |
| Греция                         | 3              |
| Дания                          | 1              |
| Ирландия                       | 1              |
| Испания                        | 1              |
| Италия                         | 1              |
| Канада                         | 1              |
| Мексика                        | 1              |
| Нидерланды                     | 2              |
| Новая Зеландия                 | 1              |
| Норвегия                       | 1              |
| США (Billboard 200)            | 1              |
| США (Dance/Electronic Albums)  | 1              |
| Польша                         | 4              |
| Португалия                     | 1              |
| Финляндия                      | 1              |
| Франция                        | 1              |
| Хорватия                       | 6              |
| Чехия                          | 1              |
| Швеция                         | 2              |
| Швейцария                      | 1              |
| Шотландия                      | 1              |
| Южная Корея                    | 5              |
| Япония                         | 3              |

| Чарт (2021) | Высшая позиция |
| ----------- | -------------- |
| Литва       | 24             |

| Чарт (2022) | Высшая позиция |
| ----------- | -------------- |
| Греция      | 1              |

| Чарт (2013)                    | Позиция |
| ------------------------------ | ------- |
| Австралия (Albums Chart)       | 5       |
| Австралия (Dance Albums Chart) | 1       |
| Австрия                        | 17      |
| Аргентина                      | 22      |
| Бельгия (Валлония)             | 4       |
| Бельгия (Фландрия)             | 3       |
| Великобритания                 | 16      |
| Венгрия                        | 66      |
| Германия                       | 22      |
| Дания                          | 16      |
| Исландия                       | 14      |
| Ирландия                       | 11      |
| Испания                        | 31      |
| Италия                         | 17      |
| Канада                         | 12      |
| Мексика                        | 6       |
| Нидерланды                     | 11      |
| Новая Зеландия                 | 20      |
| Польша                         | 13      |
| США (Billboard 200)            | 19      |
| США (Dance/Electronic Albums)  | 1       |
| Франция                        | 2       |
| Швеция                         | 18      |
| Швейцария                      | 2       |
| Южная Корея                    | 7       |
| Япония                         | 76      |

| Чарт (2014)                    | Позиция |
| ------------------------------ | ------- |
| Австралия (Albums Chart)       | 87      |
| Австралия (Dance Albums Chart) | 9       |
| Бельгия (Валлония)             | 11      |
| Бельгия (Фландрия)             | 22      |
| Дания                          | 98      |
| Италия                         | 68      |
| Мексика                        | 30      |
| США (Billboard 200)            | 118     |
| США (Dance/Electronic Albums)  | 2       |
| Франция                        | 12      |
| Швеция                         | 74      |
| Швейцария                      | 46      |
| Южная Корея                    | 29      |

| Австралия | 2× Платиновый    | 140,000^   |
| Австрия | 2× Платиновый    | 30,000*    |
| Бельгия | Платиновый       | 30,000*    |
| Великобритания | Платиновый       | 300,000^   |
| Германия | 3× Золотой       | 300,000‡   |
| Дания | Золотой          | 10,000^    |
| Ирландия | Платиновый       | 15,000^    |
| Испания | Золотой          | 20,000^    |
| Италия | 2× Платиновый    | 100,000‡   |
| Канада | 2× Платиновый    | 160,000^   |
| Мексика | 4× Платиновый    | 270,000^   |
| Новая Зеландия | 2× Платиновый    | 30,000^    |
| Польша | 2× Платиновый    | 40,000*    |
| Соединённые Штаты | 2× Платиновый    | 2,000,000‡ |
| Финляндия | Золотой          | 17,178     |
| Франция | 2× Бриллиантовый | 1,000,000‡ |
| Швеция | Платиновый       | 40,000‡    |
| Швейцария | Платиновый       | 20,000^    |
| Южная Корея | —                | 15,225     |
| Япония | Золотой          | 100,000^   |
| * означает, что данные о продажах основаны только на сертификации ^ означает, что данные о партиях основаны только на сертификации † означает, что продажи+стриминг, основаны только на сертификации |                  |            |

| Чарт (2010—2019)               | Позиция |
| ------------------------------ | ------- |
| Австралия (Dance Albums Chart) | 82      |
| Великобритания (Vinyl Albums)  | 62      |
| США (Billboard 200)            | 99      |
| США (Dance/Electronic Albums)  | 2       |

| Чарт (2015)                    | Позиция |
| ------------------------------ | ------- |
| Австралия (Dance Albums Chart) | 28      |
| Бельгия (Валлония)             | 13      |
| Бельгия (Фландрия)             | 35      |
| Южная Корея                    | 85      |

| Чарт (2016)                    | Позиция |
| ------------------------------ | ------- |
| Австралия (Dance Albums Chart) | 25      |
| Бельгия (Валлония)             | 29      |

| Чарт (2017)                   | Позиция |
| ----------------------------- | ------- |
| Австралия (Dance Albums)      | 46      |
| Бельгия (Валлония)            | 28      |
| США (Dance/Electronic Albums) | 17      |

| Чарт (2018)                   | Позиция |
| ----------------------------- | ------- |
| Австралия (Vinyl Albums)      | 77      |
| Бельгия (Валлония)            | 39      |
| США (Dance/Electronic Albums) | 18      |

| Чарт (2019)                    | Позиция |
| ------------------------------ | ------- |
| Австралия (Dance Albums Chart) | 38      |
| Австралия (Vinyl Albums)       | 82      |
| США (Dance/Electronic Albums)  | 22      |

| Чарт (2020)                    | Позиция |
| ------------------------------ | ------- |
| Австралия (Dance Albums Chart) | 36      |
| США (Dance/Electronic Albums)  | 17      |

| Чарт (2021)                    | Позиция |
| ------------------------------ | ------- |
| Австралия (Dance Albums Chart) | 16      |
| Бельгия (Валлония)             | 98      |
| Бельгия (Фландрия)             | 173     |
| США (Dance/Electronic Albums)  | 7       |

| Чарт (2022)                    | Позиция |
| ------------------------------ | ------- |
| Австралия (Dance Albums Chart) | 12      |
| Бельгия (Валлония)             | 120     |
| Бельгия (Фландрия)             | 105     |
| США (Dance/Electronic Albums)  | 5       |

| Чарт (2023)                   | Позиция |
| ----------------------------- | ------- |
| США (Dance/Electronic Albums) | 5       |